# 看不見的國家
《看不見的國家》（英語：Invisible Nation）是2023年由美国導演葛靜文所執導的紀錄片，講述第14—15任中華民國總統蔡英文在任期間，她致力於維護民主，並應對來自美國和中华人民共和国的地緣政治壓力。
本片由阿布拉莫拉馬（Abramorama）排定2024年5月31日於美國上映。台灣則在隔年6月14日上映。

## 製作
繼追蹤中美關係的《眾目睽睽》（英語：All Eyes and Ears）完成後，葛靜文（Vanessa Hope）決定製作一部關於台灣的紀錄片。她和潔拉琳·卓佛斯透過康普頓基金會獲得了初始資金。葛靜文向中華民國總統府提案，因此得以接觸時任中華民國總統蔡英文，但總統府花了六個月才做出回應。在總統府回應後，葛靜文開始籌備這部電影，蔡英文同意拍攝，同時葛靜文持有對該計畫的主導權。
製作時間耗時7年，製作過程中未獲得中華民國政府經費資助。主要拍攝工作最初於2017年5月開始，2019年至2020年間的香港反對逃犯條例修訂草案運動後進行了另一輪拍攝。葛靜文於2022年7月至2023年2月居住在台灣，完成了影片的後期製作。

## 發行
本片於2023年9月29日在伍德斯托克電影節全球首映，隨後於2023年11月14日在阿姆斯特丹國際紀錄片電影節、2024年1月25日於Slamdance電影節以及2024年3月13日於CPH:DOX放映 。2024年4月，阿布拉莫拉馬（Abramorama）獲得了這部電影的發行權，並將其定於2024年5月31日上映。

## 票房
台灣上映10天累積突破1800萬元，已躍升為台灣影史紀錄片票房第八名。

## 外部連結
- 互联网电影数据库（IMDb）上《看不見的國家》的资料（英文）